# Luigi Casalino
Luigi Casalino (Vercelli, 7 marzo 1911 – Manfredonia, 16 giugno 1991) è stato un calciatore italiano, di ruolo attaccante.

## Carriera
Giocò in Serie A con Pro Vercelli, Alessandria e Livorno.